# لی دفارست
لی دفارست (انگلیسی: Lee de Forest؛ ۲۶ اوت ۱۸۷۳ – ۳۰ ژوئن ۱۹۶۱) مخترع آمریکایی و از پیشگامان اولیه برجسته در الکترونیک بود. او اولین تقویت‌کننده الکترونیکی عملی، لامپ خلأ سه عنصری «آودیون» را در سال ۱۹۰۶ اختراع کرد. این امر عصر الکترونیک را آغاز کرد و توسعه نوسان‌ساز الکترونیکی را ممکن کرد. در پی آن پخش رادیویی و خطوط تلفن از راه دور امکان‌پذیر شد و توسعه فیلم صدادار به‌همراه کاربردهای بی‌شمار دیگر ممکن شد.